# Paul Kolade
Paul Kolade (30 de junio de 1988) es un deportista nigeriano que compite en taekwondo. Ganó una medalla de bronce en los Juegos Panafricanos de 2023, en la prueba de equipo mixto.

## Palmarés internacional
| Juegos Panafricanos | Juegos Panafricanos | Juegos Panafricanos | Juegos Panafricanos |
| Año                 | Lugar               | Medalla             | Categoría           |
| ------------------- | ------------------- | ------------------- | ------------------- |
| 2023                | Acra (Ghana)        | Medalla de bronce   | Equipo mixto        |